# Robert Prechter
Robert R. Prechter, Jr. (Nacido el 25 de marzo de 1949) es un autor estadounidense y analista del mercado de accionario, conocido por sus pronósticos financieros usando la “teoría de las Ondas de Elliott” (Elliott Wave Principle). Prechter es autor y coautor de 14 libros además de ser el editor de dos libros,. su libro “Conquer the Crash” es un superventas  según el New York Times. También, ha publicado desde 1979 su comentario financiero mensual en el boletín informativo “The Elliott Wave Theorist”, es el fundador de la compañía “Elliott Wave International” y de la casa editorial “New Classics Library”. Prechter formó parte del consejo de administración de la “Asociación de Técnicos del Mercado” (Market Technicians Association) por 9 años y fue su presidente de 1990 a 1991. En los últimos años Prechter ha apoyado el estudio de “Socionomics”, una teoría sobre la conducta social humana.

## Biografía
Prechter asistió a la Universidad Yale y se graduó como licenciando en Psicología en 1971. Su carrera como analista comenzó cuando la empresa Merrill Lynch lo contrató como un analista técnico de los mercados en 1975, ahí aprendió mucho de Robert Farrell quien era el jefe estrategias de mercado de Merrill Lynch (junio de 1982).  Ahí también se familiarizó con los trabajos de Ralph Nelson Elliott y  “la Teoría de las Ondas de Elliott”, los cuales le intrigaron profundamente: 
Busqué los libros originales de R.N. Elliott, estos ni siquiera estaban en la Biblioteca del Congreso de Estados Unidos. Pero, finalmente cuando los busqué en la Biblioteca Pública de Nueva York descubrí una copia en microfilm en el catálogo de las tarjetas y le saqué fotocopias. Me quedé impresionado que ahí estaba la fuente de información que se había perdido en Wall Street. 
Prechter también ha dicho, “después de que decidí hacer una carrera profesional de los mercados, me di cuenta de que la psicología en masas es lo más importante para entender los mercados.”

## Prominencia
En 1979 Prechter salió de Merrill Lynch y publicó su primera edición de “The Elliott Wave Theorist”. La década de los setenta habían sido años de un mercado muy alcista en el oro pero principalmente bajista para el mercado accionario, sin embargo sus análisis de las Ondas de Elliott indicaban que la inversión en el oro tendría un descenso de largo plazo (febrero 1980) y que el mercado accionario se encontraba en un supermercado al alza a largo plazo (octubre de 1982). Debido a que estos pronósticos fueron en su mayoría acertados—especialmente para los índices bursátiles—los seguidores de Prechter aumentaron. 
Su popularidad aumentó después de que ganó el Campeonato de Trading de EE. UU.  (U.S. Trading Championship) en 1984, cuando rompió el récord, de ese momento, de 444% de rendimiento en una cuenta de mercado de opciones monitoreada. Fue reconocido en muchas publicaciones de finanzas y negocios y fue llamado el “Gurú de la Década” en el Canal de Noticias Financieras (ahora CNBC) durante la década de los ochenta.
Actualmente Prechter ha estado pronosticando un mercado a la baja de gran escala, tal como lo explica en su libro “Conquer the Crash”.

## Reviviendo Elliott
Un gran parte de la carrera de Prechter como editor incluye sus esfuerzos por revivir la “Teoría de las Ondas” de R. N. Elliott entre los inversionistas. El recopiló y publicó de nuevo todos los escritos disponibles de Elliott, incluyendo las cartas de 1936 a 1946  “Wave Principle”,  “Interpretive” (Interpretando) y “Forecast” (Prediciendo) .Prechter además publicó una breve biografía de Elliott y juntó los escritos sobre las Ondas de Elliott de algunos analistas técnicos que practicaban este tipo de análisis de las ondas en los años cincuenta y sesenta Charles Collins, Hamilton Bolton, A.J. Frost, Richard Russell). 
No todos los planteamientos del análisis de las Ondas de Elliott fueron el resultado de los esfuerzos deliberados de Prechter. Algunos años antes y después de 1987, la cobertura periodística infló el estatus de “gurú” de Prechter de forma exagerada, incluyendo la aseveración de que sus pronósticos podían causar una subida o bajada del mercado de valores (Prechter cree que esto es absurdo porque él cree en el análisis técnico). En los meses después del Lunes negro en octubre de 1987, los subscripciones de su publicación “Elliott Wave Theorist” aumentaron aproximadamente a 20.000. Este número descendió a principios de los años noventa (tal como sucedió con los niveles de suscripciones de los demás editores), aunque ”Prechter es la persona que más ha trabajado para popularizar y expandir la filosofía de las Ondas Elliott.”

## Socionomics
En 1979, Prechter postuló que el estado de ánimo social es la fuerza detrás de la conducta financiera, macroeconómica y política, en contraste con la idea convencional de que estos eventos manejan el estado de ánimo social. Su descripción del estado de ánimo social como la fuerza detrás de las tendencias culturales alcanzó un nivel de audiencia nacional en 1985 con la publicación de un artículo en lae portada de la revista Barron’s. Prechter fue la primera persona que mencionó la palabra  “socionomics” y en 1999 publicó un planteamiento de la teoría de “socionomics”,” The Wave Principle of Human Social Behavior”. En 2003, él publicó una antología empírica en este campo.“Pioneering Studies in Socionomics”. 
Desde entonces, la premisa sobre la que se basa la hipótesis de la teoría de “socionomics”—de que el estado de ánimo social es quien motiva el tipo de eventos sociales—ha llamado la atención en revistas académicas, libros, la prensa popular, universidades, conferencias académicas y trabajos de investigación financiados por la as Fundación Nacional de la Ciencia (National Science Foundation).